# Юртне
Ю́ртне (рос. Юртное) — село у складі Солонешенського району Алтайського краю, Росія. Входить до складу Березовської сільської ради.

## Населення
Населення — 172 особи (2010; 257 у 2002).
Національний склад (станом на 2002 рік):
- росіяни — 97 %